# Union Catholique Internationale de Service Sociale
Die Union Catholique Internationale de Service Sociale (deutsch: Internationale Katholische Vereinigung für Soziale Arbeit; kurz: UCISS bzw. englisch CIUSS) wurde im Oktober 1925 im italienischen Mailand als Dachverband katholischer Wohlfahrts- und Sozialschulen von zwanzig europäischen und nordamerikanischen Schulen gegründet, darunter die Soziale Frauenschule Aachen und die katholischen Frauenschulen in Freiburg im Breisgau, München, Brüssel und die Fordham University in New York. Die UCISS war damit älter als die Internationale Vereinigung der Schulen für Sozialarbeit (IASSW) und trug zunächst den Namen Union Catholique Internationale de Travail Sociale.
In der UCISS wurden vor allem die auf der katholischen Lehre beruhenden wissenschaftlichen Grundlagen aus dem Bereich der Religions- und Morallehre diskutiert, die letztlich zu einer internationalen Standardisierung der Ausbildung in Sozialer Arbeit im katholischen Raum führen sollte. Nach der Gründungskonferenz in Mailand (1925) fanden weitere Weltkongresse statt, unter anderem 1926 in Brüssel (2.), 1935 in Brüssel (5.), 1947 in Luzern (6.), 1950 in Rom (7.), 1954 mit rund 1000 Teilnehmenden in Köln (8.), 1958 in Brüssel (9.) und 1963 in Nijmegen (10.).
Im November 1998 löste der Verband sich auf.

## Bekannte Mitwirkende (Auswahl)
- Maria Baers (1883–1959), belgische Sozialarbeiterin, Politikerin und langjährige UCISS-Präsidentin
- Cora Baltussen (1912–2005), niederländische Sozialarbeiterin
- Georges Hahn (1913–1994), österreichischer Psychologe und Hochschullehrer
- Luise Jörissen (1897–1987), deutsche Sozialarbeiterin
- Maria Offenberg (1888–1972), deutsche Sozialarbeiterin
- Augusta Schroeder (1899–1979), deutsche Sozialarbeiterin
- Anna Zillken (1898–1966), deutsche Sozialarbeiterin

## Schriften
Der Verband gab die Zeitschrift Service social dans le monde. Revue internationale de travail social heraus.
- Berufsverband Katholischer Fürsorgerinnen (BKF) (Hg.) (1955): Der Mensch und der Soziale Dienst in der Modernen Welt. Bericht über den VIII. Kongreß der Union Catholique Internationale de Service Sociale. Köln. UCISS. Paderborn: Schöningh.
- Union Catholique Internationale de Service Social (UCISS) (Hg.) (1959): L'affrontement des techniques et des valeurs dans le Service Social. 9me Congrès Mondial de L'U.C.I.S.S. Bruxelles, 18.–25.8.1958. Louvain/Leuven: Sintal.
- Scuola Residenziale Assistenti Sociali (Hg.) (1962): La formation pratique et la supervision dans le service social. Travaux du Séminaire de l'Union Catholique Internationale de Service Social Gênes-Rapallo, 13–22 septembre 1959. Rapallo, 13.–22.9.1959. Genova.
- Union Catholique Internationale de Service Social (UCISS) (Hg.) (1964): Service Social et équilibre humain. Présentation et introduction par Georges Hahn. Xe Congrès Mondial de Services Sociales. Édition du centurion.